# Малковець
Малковець (словен. Malkovec) — поселення в общині Севниця, Споднєпосавський регіон, Словенія. Висота над рівнем моря: 387,5 м.